# イーディス・ジョンソン
イーディス・ジョンソン（Edith Johnson、1894年8月10日 - 1969年9月6日）は、アメリカ合衆国の女優である。日本では大正時代にエディス・ジョンソンと紹介された。

## 人物・来歴
1894年（明治27年）8月10日、ニューヨーク州モンロー郡ロチェスターに生まれる。
1913年（大正2年）、満18歳のときにセリグ・ポリスコープ・カンパニーに入社、ハーディー・カークランド監督、マック・バーンズ主演の短篇映画 Tommy's Atonement に、バーンズの相手役として出演したのが、もっとも古い出演記録である。以降、同社が量産する短篇映画に出演する。
1916年（大正5年）、ユニヴァーサル・フィルム・マニュファクチュアリング・カンパニー（現在のユニバーサル・ピクチャーズ）に移籍、同年に同社が傘下に設立したブルーバード映画で、ヘンリー・マックレイ監督の『戦陣』に主演、ヴェテランのハリー・ケリーと共演する。ブルーバード映画では、ほかにも翌1918年（大正7年）にジョセフ・ド・グラス監督の『黒き雨』および『誰の手に』に主演のフランクリン・ファーナム相手役として出演、いずれも日本でも公開されている。同年、ヴァイタグラフ・カンパニー・オヴ・アメリカ（ヴァイタグラフ・スタジオ）に移籍すると、ウィリアム・ダンカンが監督・主演する映画に立て続けに相手役として出演する。満27歳となる1921年（大正10年）、15歳年長のウィリアム・ダンカンと結婚する。1924年（大正13年）、夫ダンカンの監督・主演作『北国の狼』に共演したのを最後に映画界を退く。
1961年（昭和36年）2月8日、夫ウィリアム・ダンカンと死別する。
1969年（昭和44年）9月6日、カリフォルニア州ロサンゼルス郡ロサンゼルス市で、転落により重傷を受け死去した。満75歳没。同州同郡イングルウッドにあるイングルウッド公園墓地に眠る。

## フィルモグラフィ
すべて出演作である。

### 1910年代
- Tommy's Atonement : 監督ハーディー・カークランド、主演マック・バーンズ、1913年
- Dixieland : 監督ハーディー・カークランド、主演ウィリアム・ストーウェル、1913年 - 「ジョンストン嬢」名義で出演
- Conscience and the Temptress : 監督ノーヴァル・マクレガー、主演アデル・レイン、1914年 - 「ジョンソン嬢」名義で出演
- Nan's Victory : 監督トム・サンチ、1914年 - 主演
- Life's Crucible : 監督トム・サンチ、主演フランクリン・フォール、1914年
- The Dream Girl : 監督・主演トム・サンチ、1914年
- Rosemary, That's for Remembrance : 監督フランシス・J・グランドン、主演アダ・グリーソン、1914年
- If I Were Young Again : 監督フランシス・J・グランドン、主演チャールズ・ウィーロック、1914年
- Out of Petticoat Lane : 監督フランシス・J・グランドン、1914年 - 主演
- The Butterfly's Wings : 監督トム・サンチ、主演ベッシー・アイトン、1914年
- The Lure of the Windigo : 監督フランシス・J・グランドン、1914年 - 主演・役 Annette Le Clerq
- Wade Brent Pays : 監督フランシス・J・グランドン、1914年 - 主演
- The Flower of Faith : 監督フランシス・J・グランドン、1914年 - 主演・役 Rose Allison
- Heart's Desire : 監督フランシス・J・グランドン、1915年 - 主演
- The Van Thornton Diamonds : 監督フランシス・J・グランドン、1915年 - 主演
- Her Jungle Sweetheart : 監督フランシス・J・グランドン、1915年 - 主演
- The Face at the Window : 監督不明、主演ラマー・ジョンストン、1915年 - 出演・役 Hester Graham
- The Jaguar Trap : 監督トム・サンチ、主演トム・ベイツ、1915年
- The Girl and the Reporter : 監督トム・サンチ、1915年 - 主演
- The Mystery of Dead Man's Isle : 監督ジャイルズ・ウォーレン、主演クライド・ベンソン、1915年
- At the Flood Tide : 監督・主演ガイ・オリヴァー、1915年
- 『めぐれる階段』 The Circular Staircase : 監督エドワード・ルセイント、主演ガイ・オリヴァー、1915年 - 出演・役 Louise Armstrong
- The Runt : 監督コリン・キャンベル、主演フランク・クラーク、1915年
- Sweet Alyssum : 監督コリン・キャンベル、主演タイロン・パワー・シニア、1915年 - 出演・役 Sweet Alyssum
- Just as I Am : 監督コリン・キャンベル、主演ユージェニー・ベッセラー、1915年
- Orders : 監督トム・サンチ、主演ベイビー・ジーン・フレイザー、1915年
- The Baby and the Leopard : 監督トム・サンチ、主演ジョージ・ラーキン、1915年
- The Devil-in-Chief : 監督コリン・キャンベル、主演ユージェニー・ベッセラー、1916年
- The Black Orchid : 監督トーマス・ヘフロン、主演キャスリン・ウィリアムス、1916年
- Toll of the Jungle : 監督トム・サンチ、主演ウォルター・ベックウィズ、1916年
- 『波間の双葉』 The Cycle of Fate : 監督マーシャル・ニーラン、主演ウィル・マシャン、1916年 - 出演・役 Maybelle, His Wife
- The Three Wise Men : 監督コリン・キャンベル、主演ベッシー・アイトン、1916年
- 『今の女』（別題『不注意な婦人』） The Woman Who Did Not Care : 監督フランク・ビール、主演ユージェニー・ベッセラー、1916年
- Badgered : 監督トーマス・ヘフロン、主演ハリー・メステイヤー、1916年
- An Elephant's Gratitude : 監督トム・サンチ、1916年 - 主演
- The Hare and the Tortoise : 監督ウィリアム・ロバート・ダレー、主演フリッツィー・ブルネット、1916年
- The Valiants of Virginia : 監督トーマス・ヘフロン、主演キャスリン・ウィリアムス、1916年 - 出演・役 Katherine Fargo
- The Private Banker : 監督トム・サンチ、主演トム・ベイツ、1916年
- The Gold Ship : 監督不明、主演ウィリアム・ハッチンソン、1916年

- 『戦陣』 Behind the Lines : 監督ヘンリー・マックレイ、共演ハリー・ケリー、1916年 - 主演・役 Nina Garcia
- 『大陰謀』 The Conspiracy : 監督ヘンリー・マックレイ、主演ハリー・ケリー、1916年
- 『快漢ジャック』 For Love and Gold : 監督ヘンリー・マックレイ、1916年 - 主演
- Guilty : 監督ヘンリー・マックレイ、主演ハリー・ケリー、1916年
- The Lost Lode : 監督ヘンリー・マックレイ、主演リー・シャムウェイ、1916年
- The Five Franc Piece : 監督フランシス・J・グランドン、主演レイフ・マッキー、1916年
- 『大爆発』 Giant Powder : 監督ヘンリー・マックレイ、主演フレッド・チャーチ、1916年
- A Brother's Sacrifice : 監督フランシス・J・グランドン、主演チャールズ・ウィーロック、1917年
- 『真紅の水晶』 The Scarlet Crystal : 監督チャールズ・スウィッカード、主演ハーバート・ローリンソン、1917年
- The Greater Punishment : 監督フランシス・J・グランドン、主演ジョーゼット・キャンベル、1917年
- In the Talons of an Eagle : 監督フランシス・J・グランドン、主演ウィリアム・ハッチンソン、1917年
- Hands in the Dark : 監督ヘンリー・マックレイ、主演J・ウォーレン・ケリガン、1917年
- The Right Man : 監督ヘンリー・マックレイ、主演J・ウォーレン・ケリガン、1917年
- 『黒き雨』 The Scarlet Car : 監督ジョセフ・ド・グラス、主演フランクリン・ファーナム、1917年 - 出演・役 Beatrice Forbes
- 『誰の手に』 The Fighting Grin : 監督ジョセフ・ド・グラス、主演フランクリン・ファーナム、1918年 - 出演・役 Margie Meredith
- The Shuttle : 監督ローリン・S・スタージョン、主演コンスタンス・タルマッジ、1918年 - 出演・役 Rosalie Vanderpoel

- 『鉄腕の響』 A Fight for Millions : 監督・主演ウィリアム・ダンカン、1918年 - 出演・役 Jean Benton
- 『肉弾の響』 Man of Might : 監督・主演ウィリアム・ダンカン、1919年 - 出演・役 Polly Ransome
- 『回春録』（別題『戦うは愛の為』） A Fight for Love : 監督ジャック・フォード、主演ハリー・ケリー、1919年
- 『大奮迅』 Smashing Barriers : 監督・主演ウィリアム・ダンカン、1919年 - 出演・役 Helen Cole

### 1920年代
- 『沈黙の復讐者』 The Silent Avenger : 監督・主演ウィリアム・ダンカン、1920年 - 出演・役 Helen Durham
- 『唸る鉄腕』 Fighting Fate : 監督・主演ウィリアム・ダンカン、1921年 - 出演・役 Josie Mahoney
- Where Men Are Men : 監督・主演ウィリアム・ダンカン、1921年 - 出演・役 Eileen, 'Princess'
- 『勝敗此一挙』 Steelheart : 監督・主演ウィリアム・ダンカン、1921年 - 出演・役 Ethel Kendall
- 『恋に朽ちなん』 No Defense : 監督・主演ウィリアム・ダンカン、1921年 - 出演・役 Ethel Austin
- 『沈黙の誓い』 The Silent Vow : 監督・主演ウィリアム・ダンカン、1922年 - 出演・役 Anne
- 『巨腕唸れば』 When Danger Smiles : 監督・主演ウィリアム・ダンカン、1922年 - 出演・役 Frania Caravelle
- 『侠血躍って』 The Fighting Guide : 監督・主演ウィリアム・ダンカン、1922年 - 出演・役 Ethel MacDonald
- 『覆面の侠漢』 Playing It Wild : 監督・主演ウィリアム・ダンカン、1923年 - 出演・役 Beth Webb
- 『不敵の壮漢』 Smashing Barriers : 監督・主演ウィリアム・ダンカン、1923年 - 出演・役 Helen Cole
- 『鉄路の猛者』 The Steel Trail : 監督・主演ウィリアム・ダンカン、1923年 - 出演・役 Judith Armstrong
- 『迅雷列車』 The Fast Express : 監督・主演ウィリアム・ダンカン、1924年 - 出演・役 Lucille Worth
- 『北国の狼』 Wolves of the North : 監督・主演ウィリアム・ダンカン、1924年 - 出演・役 Helen Mears

## 註
1. 1 2 3 4 5 6 7 8 9 10 11 12  Edith Johnson, Internet Movie Database （英語）, 2010年6月4日閲覧。
2. ↑  エディス・ジョンソン、キネマ旬報映画データベース、2010年6月4日閲覧。
3. ↑  『ブルーバード映画の記録』 : 製作・著・発行山中十志雄・塚田嘉信、1984年4月、p.60-63.
4. ↑  Edith Johnson, Find A Grave （英語）, 2010年6月4日閲覧。

## 関連事項
- モンロー郡 (ニューヨーク州) （en:Monroe County, New York）
- セリグ・ポリスコープ・カンパニー （en:Selig Polyscope Company）
- ヴァイタグラフ・スタジオ （en:Vitagraph Studios）
- ウィリアム・ダンカン (俳優) （en:William Duncan (actor)）
- イングルウッド公園墓地 （en:Inglewood Park Cemetery）